# Bozyer, Seben
Bozyer là một xã thuộc huyện Seben, tỉnh Bolu, Thổ Nhĩ Kỳ. Dân số thời điểm năm 2010 là 74 người.